# アンドレアス・ブレーメ
アンドレアス・ブレーメ（Andreas Brehme、1960年11月9日 - 2024年2月20日）は、ドイツ・ハンブルク出身の元同国代表サッカー選手、指導者。ポジションはDF（サイドバック）・MF（ウイングバック・センターハーフ）。1980年代から1990年代にかけて、世界で最も優れた左サイドバックという評価を受けている。
DFからMFまでサイドの様々なポジションでプレーが可能で、利き足が不明な程、両足を使いこなし、正確なクロスボールを供給することを得意とした。強烈なキック力を誇り、ドイツきってのPKやFKの名手でもあり、多くの得点源となった。またポジショニングが良く、相手のプレーを読む能力も秀でていた。

## クラブ経歴
父親は元アマチュアのサッカー選手で、 バルマークウーレンホルストの監督をしていた。5歳の時、バルマークウーレンホルストでサッカーを始め、両足でのキックを磨くなど、父親から英才教育を受けた。15歳でファーストチームに昇格、1978-79シーズンにデビュー。この頃、ハンブルガーSVのトライアウトを受けたが、許されたのはセカンドチームへの加入であったため、ウーレンホルストでのプレーを続け、ウーレンホルストのべッケンヴァウアーと呼ばれようになった。1980年、父親がマガトと友人であったことから、ブンデスリーガ2部の1.FCザールブリュッケンに加入し、シーズンを通じて中盤の右サイドでプレーし、好プレーを見せたが、チームは3部降格が決定した。翌1981年にカイザースラウテルンに移籍し、サイドバックで高いレベルのプレーを見せるなど、すぐさま頭角を現した。1986年に国内のバイエルン・ミュンヘンへ移籍。1986-87シーズンのUEFAチャンピオンズカップ決勝ではFCポルトに敗れたが、リーグ制覇に貢献した。
1988-89シーズン、インテル・ミラノに移籍したローター・マテウスがチームに獲得を勧めたことで、インテルへ移籍した。開幕戦となった10月9日のアスコリ戦でセレーナのゴールをアシストするデビューを飾ると、2節のピサ戦でセリエA初ゴールを決めた。そのシーズン、クロスで多くのアシストを決めるなど、スクデット獲得に貢献した。この年、イタリアのスポーツ誌 Guerin Sportivoが選ぶシーズン最優秀選手賞にも選ばれた。1991年にはUEFAカップの優勝に貢献、チームメイトのマテウスやクリンスマンと共にドイツ人トリオとして活躍した。1991-92シーズン、チームは8位に終わり、ヨーロッパカップの出場権すら獲得出来ず、このシーズン限りでチームを離れた。
その後、1992-93シーズン、レアル・サラゴサに移籍したが、フェルナンデス監督との折り合いが悪く、1シーズンのみの在籍となった。1993-94シーズン、古巣のカイザースラウテルンへと移籍、1995-96シーズン、DFBポカールを制したが、チームは2部落ちしたことから、引退を翻意して現役を継続した。1997-98シーズン、チームは1部復帰を果たすと、そのシーズンのブンデスリーガ優勝を果たした。優勝を花道に1998年に37歳で現役を引退した。ブンデスリーガ1部では301試合50ゴール、2部では68試合3ゴールの成績を残した。
2000-2001シーズンからはカイザースラウテルンの監督を務めた。
2024年2月19日の夜から2月20日の早朝の間にミュンヘンで死去。63歳没。

## 代表経歴
ドイツU-21代表を経て、1984年にはロス五輪に出場した。
ドイツ代表としては、1984年2月15日にブルガリア戦、クロスでシュティーリケのゴールをアシストを決めるデビューを果たし、3月のUSSR戦で代表初ゴールを挙げるなどの活躍を見せ、そのまま6月の欧州選手権に出場、大会ベスト11に選出された。
1986年のワールドカップ・メキシコ大会では、準決勝のフランス戦で決勝ゴールを挙げるなど、決勝進出に貢献した。決勝のアルゼンチン戦でも2得点に絡んだが、2-3で敗れた。1988年の欧州選手権では、イタリア戦で1得点を決めたが、準決勝でオランダに敗れた。この頃からフランツ・ベッケンバウアー監督は、ブレーメを左サイドバックとして起用する様になった。
1990年のワールドカップ・イタリア大会では、グループリーグ初戦、ユーゴスラビア戦ではクロスでクリンスマンの得点をアシスト、決勝トーナメント1回戦のオランダ戦では、左サイドでパスを受け、右足で鋭いカーブを描くシュートで得点、準決勝のイングランド戦では直接フリーキックを、決勝のアルゼンチン戦では、決勝点となったPKを冷静に決めるなど、3得点3アシストをマークするなど、優勝にそれぞれ貢献した。大会を通じて質の高いプレーを披露したブレーメは、インテルでの活躍もあって1990年のバロンドール3位に輝いた。
1992年欧州選手権では、グループリーグ第1戦で負傷離脱したフェラーに代わって第2戦以降はキャプテンを務め、チームを牽引したが、決勝でデンマークに敗れて準優勝に終わった。1994年のワールドカップ・アメリカ大会では、5試合でプレーしたが、準々決勝でブルガリアに敗れてベスト8に終わり、この試合が代表での最後のプレーとなった。

## 代表歴

### 出場大会
- 西ドイツ/ドイツ代表
  - 1986 FIFAワールドカップ
  - 1990 FIFAワールドカップ
  - 1994 FIFAワールドカップ

### 試合数
- 国際Aマッチ 86試合 8得点（1984年-1994年）[15]

| ドイツ代表 | 国際Aマッチ | 国際Aマッチ |
| 年         | 出場        | 得点        |
| ---------- | ----------- | ----------- |
| 1984       | 11          | 1           |
| 1985       | 9           | 1           |
| 1986       | 8           | 1           |
| 1987       | 5           | 0           |
| 1988       | 9           | 1           |
| 1989       | 5           | 0           |
| 1990       | 13          | 4           |
| 1991       | 6           | 0           |
| 1992       | 8           | 0           |
| 1993       | 3           | 0           |
| 1994       | 9           | 0           |
| 通算       | 86          | 8           |

## 獲得タイトル

### クラブ
バイエルン・ミュンヘン
- DFLスーパーカップ : 1986-87
- ブンデスリーガ : 1986-87

インテル
- セリエA : 1988-89
- UEFAカップ : 1990-91

カイザースラウテルン
- ブンデスリーガ : 1997-98
- DFBポカール : 1995-96

### 代表
- 1986 FIFAワールドカップ準優勝
- 1990 FIFAワールドカップ優勝

### 個人
- UEFA欧州選手権1984ベストイレブン
- UEFA欧州選手権1992ベストイレブン
- 1990年　バロンドール投票第3位
- Guerin Sportivo最優秀選手 : 1988-89